# سیوان (بیهار)
سیوان (به انگلیسی: Siwan) یک منطقهٔ مسکونی در هند است که در بخش سیوان (هند) واقع شده‌است. سیوان ۱۳٫۰۵ کیلومتر مربع مساحت و ۱۳۵٬۰۶۶ نفر جمعیت دارد و ۷۲ متر بالاتر از سطح دریا واقع شده‌است.